# Сабугоза
Сабугоза (порт. Sabugosa)  —  район (фрегезия) в Португалии,  входит в округ Визеу. Является составной частью муниципалитета  Тондела. Находится в составе крупной городской агломерации Большое Визеу. По старому административному делению входил в провинцию Бейра-Алта. Входит в экономико-статистический  субрегион Дан-Лафойнш, который входит в Центральный регион. Население составляет 623 человека на 2001 год. Занимает площадь 8,39 км².
Покровителем района считается Дева Мария (порт. Nossa Senhora das Dores). 